# Нісі Такеїті
Ні́сі Такеїті (яп. 西竹一, にしたけいち; 12 липня 1902 — 22 березня 1945) — японський офіцер, барон, підполковник Імперської армії Японії, золотий медаліст Олімпійських ігор 1932 року в Лос-Анджелесі з кінного спорту. Брав участь у обороні острова Іодзіма як командир танкового полку, де і загинув.

## Біографія

### Дитячі роки
Нісі Такеїті народився 12 липня 1902 року у токійському районі Адзабу. Він був третім сином у сім'ї японського дипломата, барона Нісі Токудзіро. Мати хлопця не була законною дружиною, тому її змусили полишити дім Нісі одразу після народження немовляти. Батько Токудзіро служив міністром закордонних справ Японії, був членом Таємної ради при імператорі, а також виконував обов'язки посла у цинському Китаї під час повстання боксерів.
У 1912 році у зв'язку зі смертю свого батька Такеїті успадкував титул барона. Його опікуном став дядько Нісі Ісадзіро (西伊佐次). 10-літній хлопець враз перетворився на одного з найбагатших людей Японії, так як покійний батько встиг сколотити чималий капітал на монополізації торгівлі китайським чаєм за часи свого перебування послом у Цинь.
Такеїті відвідував дитячий садок і початкову школу Ґакусюін. Він був дуже неспокійною дитиною і постійно встрягав у бійки з хлопцями сусідніх містечок. Слідуючи заповіту свого батька, Такеїті поступив до престижної токійської Першої вищої школи, де навчався разом із Кобаясі Хідео, майбутнім літературним критиком, та Сакомідзу Хісацуне, майбутнім секретарем Кабінету міністрів.

### В армії
Після закінчення школи у вересні 1917 року Нісі Такеїті поступив до Армійського кадетського училища в Хіросімі, одного з найкращих військових навчальних закладів Японії, що був створений на прусський взірець. У 1920 році юнак перейшов до Токійського кадетського училища. Його однокласниками були Цудзі Масанобу, медаліст Наґойського армійського училища і майбутній депутат Японського парламенту, та Котані Ецуо, майбутній аналітик генштабу армії. У квітні 1921 року у зв'язку із реорганізацією армійських училищ Нісі закінчив навчання за півроку і вступив до Військової академії армії Японії. За час перебування у цій установі він був прикріплений до 1-го кавалерійського полку. У 1924 році Нісі випустився з академії у званні лейтенанта, посідаючи 13 місце за успіхами в навчанні серед 19 учнів свого класу. Залишаючись при 1-му кавалерійському полку він пройшов навчання у Кавалерійському армійському училищі.

## «Уран» і Олімпійські ігри
У 1930 році під час подорожі в Італію Нісі відшукав коня англо-романської породи на прізвисько «Уран». Армійське керівництво відмовилось купувати скакуна через непомірну ціну, тому Такеїті придбав його власним коштом. Разом з Ураном він взяв участь у багатьох європейських змаганнях з кінного спорту і показав чимало гарних результатів.
У 1932 році лейтенант Нісі взяв участь у X Літніх Олімпійських іграх в Лос-Анджелесі, де 14 серпня завдяки Урану здобув золоту медаль в індивідуальних кінних стрибках з перешкодами. Плівка із записом цієї події зберігається у Йокогамі, у Кінному музеї. Ця нагорода залишається єдиною японською медаллю на Олімпійських іграх у кінному спорті.

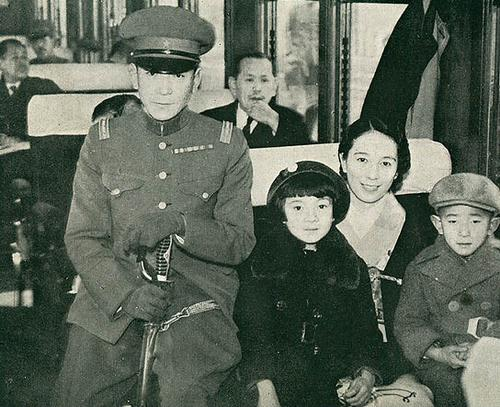
Барон Нісі з сім'єю

Персональний успіх Нісі мав значний міжнародний резонанс. Він зміг пом'якшити негативні настрої багатьох європейців і американців щодо японців і Японії після її вторгнення до китайської Маньчжурії. У США молодий лейтенант отримав прізвисько «Барон» і став популярною на той час фігурою в країні. Нісі навіть зарахували до почесних жителів Лос-Анджелесу. Його близькими друзями стали актори Мері Пікфорд і Дуглас Фербенкс. В Японії ж Нісі було підвищено до капітана і переведено до 16-го кавалерійського полку в Нагано на посаду кавалерійського інструктора полкової школи.
У 1936 році Нісі брав участь у Літніх Олімпійських іграх в Берліні, але під час змагань впав з коня і вибув зі змагань. Переможцями стали спортсмени з Німеччини, з якою у листопаді того ж року за сильного тиску армійського керівництва було підписано Антикомінтернівський пакт. Такий розвиток подій став причиною тогочасного поголосу, що Нісі було наказано вибути зі змагань, аби вигородити німців і тим самим заробити політичні дивіденди для Японії.
Після цих ігор Нісі повернувся до Японії, де його призначили відповідальним за постачання нових коней японській армії. Як раз саме у цей період йшло скорочення кавалерійських підрозділів і переформування їх у танкові. Нісі було призначено командиром 26-го танкового полку, який захищав північні рубежі Маньчжурії на кордонах із СРСР. У зв'язку з цим йому дали звання підполковника.

### Битва за Іодзіму
У 1944 році 26-й танковий полк Нісі було вирішено відправити на острів Іодзіма (сучасний Іото) для його оборони від військ США. Корабель «Ніссюмару», що перевозив особовий склад і машини підрозділу з Токіо до Іодзіми, затонув 18 липня 1944 року від удару торпеди, що була випущена ворожим підводним човном «Кобія». Загинуло лише двоє японських солдат, але усі машини затонули.
Нісі ненадовго повернувся до Токіо, щоб отримати нові танки. Під час перебування у столиці він зміг відвідати свого улюбленця, коня Урана, який знаходився у манежі Бадзікоен, у районі Сетаґая.
Повернувшись на Іодзіму з новими машинами в кінці 1944 року, Нісі приступив до керування 26-м танковим полком, який знаходився під безпосереднім відомством командира корпусу Оґасавара, головнокомандувача обороною острова, генерал-лейтенанта Курібаясі Тадаміті. Навіть на Іодзімі підполковник не розлучався з батогом і кавалерійськими чоботами марки «Гермес».
Перед початком битви танковий полк було переведено до східної частини острова. Враховуючи особливості рельєфу Іодзіми, частині середніх танків № 97 і легких танків № 95 демонтували гарматні башти для того щоб використовувати їх як стаціонарну артилерію. Замасковані гармати ефективно знищували ворожі танки «Шерман». Відомо, що в перервах між перестрілками Нісі збирав поламану або покинуту зброю солдат США і, відремонтувавши, повертав її проти нападників.
Обставини смерті Нісі Такеїті невідомі. Його зв'язок зі штабом Курібаясі було перевано 17 березня 1945 року. Одні припускають, що Нісі загинув 21 числа від кулеметного вогню під час прориву крізь ворожі ряди до головного штабу. Інші вважають що він покінчив життя самогубством разом з іншими підлеглими. Є також припущення, що 42-річний Нісі, який зазнав вогнеметного поранення, поліг разом зі своїми вояками в останній атаці 22 березня.
Нісі посмертно надали звання полковника. За тиждень після його кончини сконав його улюблений кінь Уран.
Старший син Нісі, Нісі Сінтоку, успадкував титул барона і став єдиним уродженцем доби Сьова, що прийняв японський аристократичний титул. Він став одним з голів «Асоціації пам'яті Іодзіма».